# س. كريستين فير
س. كريستين فير (بالإنجليزية: C. Christine Fair)‏ هي عالمة سياسة أمريكية، ولدت في 1968.